# إدواردو سيرا
ادواردو سيرا (بالفرنسية: Eduardo Serra)‏ (و. 1943 – م) هو مصور سينمائي، ومخرج سينمائي من البرتغال. ولد في لشبونة.

## التعليم
تعلم في جامعة باريس.

## وصلات خارجية
- إدواردو سيرا على موقع IMDb (الإنجليزية)
- إدواردو سيرا على موقع قاعدة بيانات الأفلام العربية
- إدواردو سيرا على موقع ألو سيني (الفرنسية)
- إدواردو سيرا على موقع أول موفي (الإنجليزية)
- إدواردو سيرا على موقع قاعدة بيانات الأفلام السويدية (السويدية)
- إدواردو سيرا على موقع قاعدة بيانات الفيلم (الإنجليزية)
- إدواردو سيرا على موقع كينوبويسك (الروسية)